# سیستم پیام‌رسانی سازمانی
سیستم پیام‌رسانی سازمانی (که به اختصار EMS نیز شناخته می‌شود
) مجموعه‌ای از استانداردهای منتشرشده در سطح سازمان است که به سازمان‌ها امکان می‌دهد پیام‌های دقیقی از نظر معناشناسی بین سیستم‌های کامپیوتری ارسال کنند. سیستم‌های EMS معماری‌هایی با وابستگی ضعیف را ترویج می‌دهند که تغییرات در فرمت پیام‌ها تأثیر کمی بر روی مشترکین پیام‌ها خواهد داشت. سیستم‌های EMS با استفاده از پیام‌های ساختاریافته (مانند استفاده از XML یا JSON) و پروتکل‌های مناسب، همچون DDS، MSMQ، AMQP یا SOAP همراه با خدمات وب، تسهیل می‌شوند.
سیستم پیام‌رسانی سازمانی معمولاً به ملاحظات زیر توجه می‌کند:
۱. امنیت: پیام‌ها باید در صورتی که از طریق رابط‌های عمومی ارسال می‌شوند، رمزگذاری شوند. همچنین پیام‌ها باید تایید شده یا به‌صورت دیجیتال امضا شوند تا گیرنده اطمینان حاصل کند که پیام‌ها در حین انتقال دستکاری نشده‌اند.
۲. مسیر یابی: پیام‌ها باید به‌طور کارآمد از فرستنده به گیرنده مسیریابی شوند. گره‌های میانه ممکن است نیاز به مسیریابی پیام‌ها داشته باشند، در صورتی که محتوای پیام رمزگذاری شده باشد.
۳. فراداده: محتوای سند حاوی اطلاعاتی است که باید به‌طور غیرقابل ابهام تفسیر شود. ثبت‌نام‌های فراداده باید برای ایجاد تعاریف دقیق برای هر عنصر داده‌ای استفاده شوند.
۴. اشتراک‌گذاری: سیستم‌ها باید قادر باشند به تمام پیام‌هایی که با یک الگوی خاص مطابقت دارند، اشتراک‌گذاری کنند. پیام‌هایی با محتوای خاص ممکن است به‌طور متفاوتی مسیریابی شوند. به‌عنوان مثال، برخی پیام‌ها ممکن است اولویت یا سیاست‌های امنیتی متفاوتی داشته باشند.
۵. سیاست: سیستم‌های پیام‌رسانی سازمانی باید برای سیاست مرکزی پیام‌ها تدابیری را در نظر بگیرند، مانند اینکه کدام کلاس‌ها یا نقش‌های کاربران می‌توانند به فیلدهای مختلف هر پیام دسترسی داشته باشند.
سیستم‌های پیام‌رسانی سازمانی همچنین به‌عنوان میان‌افزار پیام‌محور (MOM) نیز شناخته می‌شوند.

## تفکیک سربرگ پیام و بدنه پیام
طراحی یک سیستم پیام‌رسانی سازمانی معمولاً به دو بخش تقسیم می‌شود:
۱. طراحی سربرگ پیام – سربرگ‌های پیام حاوی اطلاعات ضروری برای مسیریابی پیام‌ها هستند. سربرگ‌های پیام معمولاً به‌صورت متن واضح کدگذاری می‌شوند تا گره‌های میانه تمام اطلاعات مورد نیاز برای مسیریابی و اولویت‌بندی پیام را دریافت کنند. سربرگ‌های پیام مشابه اطلاعات چاپ‌شده روی بیرون یک نامه (مانند گیرنده، فرستنده، اولویت پیام و غیره) هستند.
۲. معنای بدنه پیام – معنای بدنه پیام شامل تعریف دقیق تمام عناصر داده‌ای در بدنه پیام است. معنای پیام می‌تواند با استفاده از یک دیکشنری داده دقیق که فراداده‌ها را مستند می‌کند، تسهیل شود.

## مقایسه‌ها
مشترکات میان سیستم‌های پیام‌رسانی (از نظر قابلیت‌ها و معماری) به‌صورت مستقل از پلتفرم تحت عنوان الگوهای ادغام سازمانی (معروف به الگوهای پیام‌رسانی) ثبت شده است
.
گرچه از نظر مفهومی مشابه با گذرگاه سرویس سازمانی (ESB) است، یک سیستم پیام‌رسانی سازمانی بر طراحی پروتکل‌های پیام‌رسانی تأکید دارد (به‌عنوان مثال، استفاده از DDS، MSMQ یا AMQP) نه پیاده‌سازی سرویس‌ها با استفاده از تکنولوژی خاصی مانند خدمت وب، APIهای DDS برای C/C++ و Java، .NET یا سرویس پیام‌رسان جاوا (JMS).
توجه داشته باشید که سیستم پیام‌رسانی سازمانی نباید با ایمیل که برای ارسال پیام‌های متنی قابل خواندن توسط انسان به افراد استفاده می‌شود، اشتباه گرفته شود.
یک مثال از یک واسط برنامه‌نویسی کاربردی (API) خاص که یک سیستم پیام‌رسانی سازمانی را پیاده‌سازی می‌کند، سرویس پیام‌رسان جاوا است. اگرچه این یک API است، اما بسیاری از مسائل مشابه در راه‌اندازی یک **سیستم پیام‌رسانی سازمانی کامل** را در بر دارد.
بیانیه‌های سیاستی همچنین می‌توانند از یک سرور سیاست مرکزی استخراج شوند. این بیانیه‌های سیاستی می‌توانند به‌صورت زبان نشانه‌گذاری کنترل دسترسی XML (XACML) بیان شوند.